# ジョナタン・ゼビナ
ジョナタン・ゼビナ（Jonathan Zebina, 1978年7月19日 - ）は、フランス・パリ出身の元同国代表サッカー選手。現役時代のポジションはDF。

## 特徴
強靭な肉体を生かしての守備やドリブル突破が得意であり、さらに本職のサイドバックだけでなく、センターバックとしてもプレーでき、運動量も豊富である。しかし、時折見せるミスが失点につながることが多く、安定感に欠ける点が弱点である。

## 経歴
17歳の時にカンヌに入団し、そこで着実に成長を遂げると、1998年-1999年シーズンにセリエA・カリアリに移籍をする。カリアリで過ごした二年間で自身の評価を高めると、2000年-2001年シーズンにファビオ・カペッロ監督率いる強豪ローマに引き抜かれた。キャンプ中に怪我をし、早々と戦線離脱するが、復帰後はレギュラーとして活躍し、18年ぶりのスクデット獲得に大きな貢献をした。しかし、その後は不安定なプレーが続き、メンバーから外されるが、2003-2004シーズンから主力として活躍し、このシーズン終了後にユヴェントスFCに入団した。しかし移籍後も相変わらずミスが多く、不安定なプレーに終始していたため、レギュラーポジションを確保できなかった。2010年8月31日に6年間在籍したユヴェントスとの契約解消を発表。同日、6シーズンぶりにセリエAに昇格したブレシア・カルチョへの入団が発表された。しかし、ブレシアは1年で2部に降格となったため、スタッド・ブレスト29へと籍を移した。

## 所属クラブ
- ASカンヌ 1995-1998
- カリアリ・カルチョ 1998-2000
- ASローマ 2000-2004
- ユヴェントスFC 2004-2010
- ブレシア・カルチョ 2010-2011
- スタッド・ブレスト29 2011-2012
- トゥールーズFC 2012-2014
- ACアルル＝アヴィニョン 2014